# Chiesa di Santa Caterina (Cardè)
La chiesa di Santa Caterina è la parrocchiale di Cardè, in provincia di Cuneo e diocesi di Saluzzo; fa parte della zona pastorale di Saluzzo e Pianura.

## Storia
L'originaria chiesa di Santa Caterina venne costruita nel 1324 grazie all'interessamento del marchese Manfredo IV di Saluzzo; questo luogo di culto ricevette il titolo di collegiata il 16 luglio 1506, con decreto di papa Giulio II.
La nuova parrocchiale fu edificata nel biennio 1703-1704 per volere del nobiluomo Carlo Emanuele di Saluzzo Miolans Spinola; la consacrazione venne impartita dall'arcivescovo di Torino Francesco Luserna Rorengo di Rorà.
La struttura fu interessata nel 1929 da un intervento di ristrutturazione e negli anni settanta si provvide ad adeguare la parrocchiale alle norme postconciliari e a riparare il tetto.
Nel 2003 il campanile venne interessato da un intervento che ripristò le meridiane poste su di esso e dieci anni più tardi furono restaurate le decorazioni della chiesa.

## Descrizione

### Esterno
La facciata a capanna della chiesa, che guarda a nordovest, presenta in posizione centrale il posizione centrale il portale d'ingresso, sormontato da una lapide, e sopra una nicchia, ospitante un affresco con soggetto la santa patrona e affinata da due finestrelle, mentre ai lati gi sono due coppie di lesene binate sorreggenti il timpano di forma triangolare.
Annesso alla parrocchiale è il campanile a pianta quadrata, che misura un'altezza di 24 metri; la cella presenta su ogni lato una monofora ed è coperta dal tetto a quattro falde.

### Interno
L'interno dell'edificio si compone di un'unica navata, sulla quale si affacciano i due bracci del transetto e le cui pareti sono scandite da lesene sorreggenti la trabeazione sopra la quale si imposta la volta a botte; al termine dell'aula si sviluppa il presbiterio, rialzato di un gradino, ospitante l'altare maggiore e coperto dalla volta a crociera.